# Strefa zgniotu

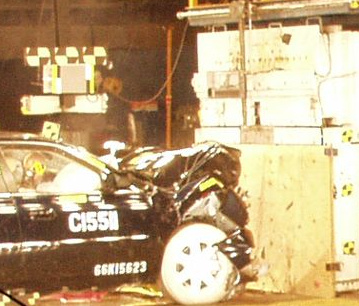
Strefa zgniotu w teście zderzeniowym samochodu General Motors

Strefa zgniotu, ściślej strefa kontrolowanego zgniotu (niepoprawnie: kontrolowana strefa zgniotu) – część pojazdu, która przy kolizji z przeszkodą (także z innym pojazdem) ulega deformacji (zgnieceniu), pochłaniając przy tym znaczną część energii pojazdu.
Wbrew intuicyjnemu mniemaniu samochód, którego przód ulega znacznej deformacji, jest bezpieczniejszy od takiego, który (mając sztywny przód) ulegnie mniejszej deformacji. Wynika to z faktu, że strefa zgniotu o większej długości powoduje, że czas trwania zderzenia zwiększa się, co skutkuje zmniejszeniem sił działających na elementy pojazdu za strefą zgniotu, w tym i pasażerów znajdujących się w pojeździe. Daje to ochronę przed zgnieceniem zasadniczej części pojazdu.
Jeśli pojazd poruszający się z szybkością v=36 km/h (tj.  10 m/s) w wyniku kolizji z przeszkodą stałą wytraca całą swoją prędkość na strefie zgniotu długości s=25 cm, to czas trwania takiej kolizji wynosić będzie
{\displaystyle t=2\cdot {\frac {s}{v}}=2\cdot {\frac {\text{0,25 m}}{10\ {\frac {\text{m}}{\text{s}}}}}={\text{0,05 s}}}
a znajdujące się wewnątrz osoby poddane zostaną przeciążeniu
{\displaystyle a={\frac {v^{2}}{2\cdot s}}={\frac {(10\ {\frac {\text{m}}{\text{s}}})^{2}}{2\cdot {\text{0,25 m}}}}=200{\frac {\text{m}}{\mathrm {s^{2}} }}\approx 20\cdot {\mathcal {G}},}
gdzie {\displaystyle {\mathcal {G}}} – przyspieszenie ziemskie.
Pojazd, który będzie miał strefę zgniotu dwa razy dłuższą, przy tej samej prędkości będzie niszczył ją dwa razy dłużej, poddając znajdujących się w środku pasażerów przeciążeniu już tylko {\displaystyle \approx 10\cdot {\mathcal {G}}.} Przeciążenia te trwają tylko ułamek sekundy – dokładnie tyle, ile wynika z wyliczonych wyżej zależności – kilka-, kilkanaście setnych sekundy.
Strefą zgniotu jest część pojazdu przed i za kabiną pasażerską, zaś sama kabina musi mieć zwiększoną odporność na zgniatanie. Współcześnie projektowane samochody poddawane są w fazie prób testom zderzeniowym w celu zoptymalizowania ilości energii pochłanianej przez zgniataną karoserię podczas zderzenia, jak i wielkości zgniotu przy kolizjach z przodu (przy zderzeniach czołowych) i z tyłu (przy zderzeniach spowodowanych najechaniem pojazdu z tyłu). Zbyt słaba strefa zgniotu nie pochłonie energii, a po jej zgnieceniu giąć się będzie obszar kabiny; zbyt silna sprawi, że zanim zgnieciona zostanie przednia część pojazdu, rozpocznie się zgniatanie kabiny. Zasady konstrukcji pojazdów wymagają też, by w wyniku deformacji strefy zgniotu do kabiny nie wchodziły elementy ze strefy zgniotu (np. układu kierowniczego, sterowania sprzęgłem). W samochodach z silnikiem umieszczonym z przodu dla poprawienia bezpieczeństwa stosuje się odpowiednie mocowanie oraz ukośną wzmocnioną płytę między kabiną pasażerską a komorą silnika, która powoduje wciśnięcie silnika pod kabinę tak, aby ochronić nogi kierowcy.
We wczesnym etapie rozwoju motoryzacji, aż do lat 50., nie zwracano uwagi na zachowanie się samochodu podczas zderzenia. Samochody produkowane były na sztywnej ramie, bez żadnych stref zgniotu; konstrukcje oparte na płycie podłogowej miały często zbyt słabą strefę kabiny, a zbyt silny przód. Zabezpieczenia samochodów na wypadek kolizji ograniczały się zazwyczaj do zderzaków, których rolą była nie tyle poprawa bezpieczeństwa, co raczej ochrona karoserii pojazdu przed uszkodzeniem przy drobnych stłuczkach ulicznych. Zagadnienia bezpieczeństwa pasażerów i innych użytkowników dróg były sprawą drugorzędną wobec prędkości maksymalnej i innych osiągów oraz wygody pasażerów (ważnych w tamtych czasach zwłaszcza w Stanach Zjednoczonych) oraz wobec ceny i kosztów eksploatacji (zwłaszcza w Europie).
Przykładowo strefa zgniotu we współczesnym nowym samochodzie Volvo S40 wynosi 62 cm, a w S80 nawet 69 cm (w warunkach standardowego testu zderzeniowego).